# Finhan
 Finhan  es una población y comuna francesa, en la región de Mediodía-Pirineos, departamento de Tarn y Garona, en el distrito de Montauban y cantón de Montech.

## Demografía
| 1044 | 986 | 906 | 893 | 900 | 934 |
| Para los censos de 1962 a 1999 la población legal corresponde a la población sin duplicidades (Fuente: INSEE [Consultar]) |     |     |     |     |     |

## Monumentos

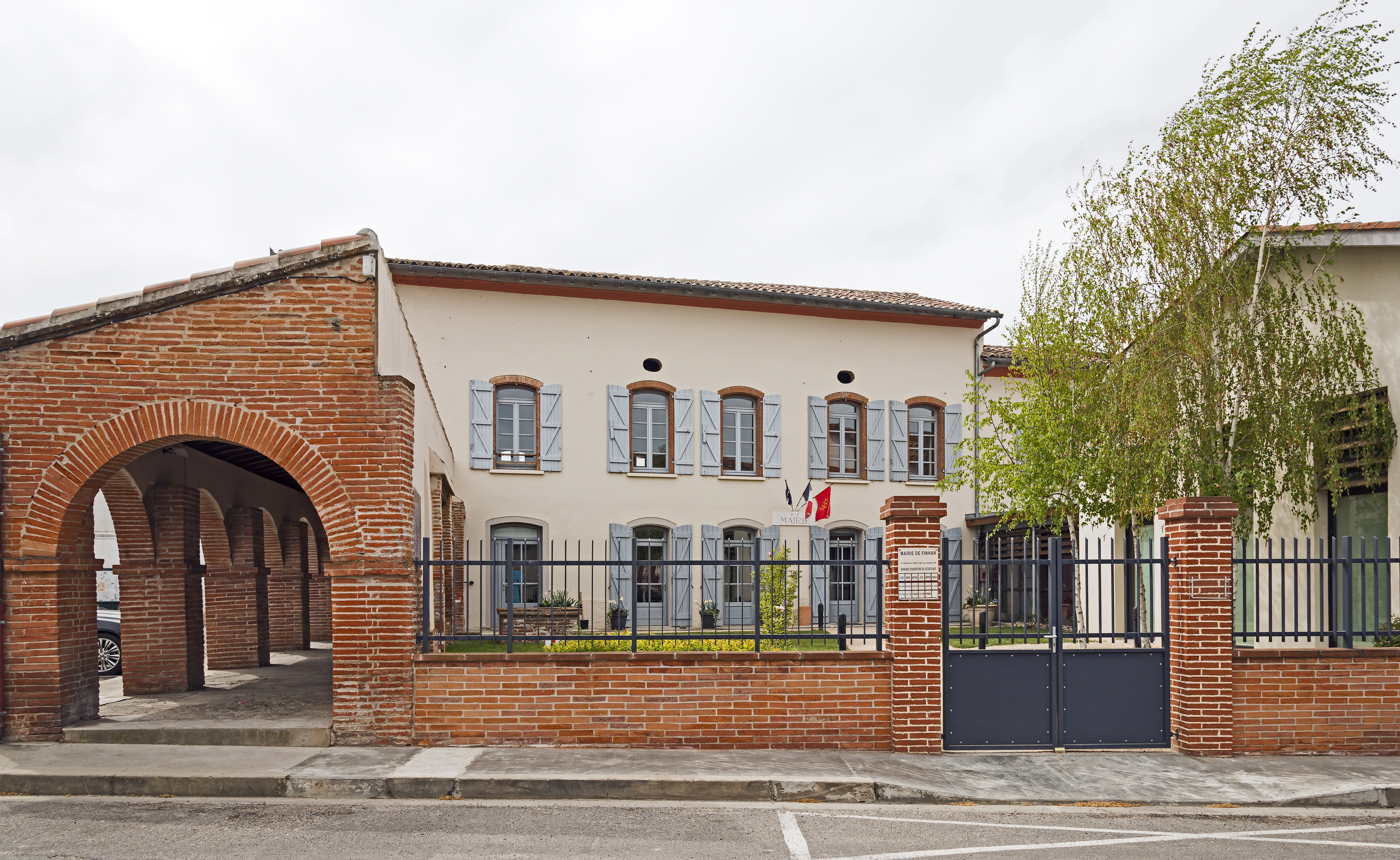
El Ayuntamiento
El campanario
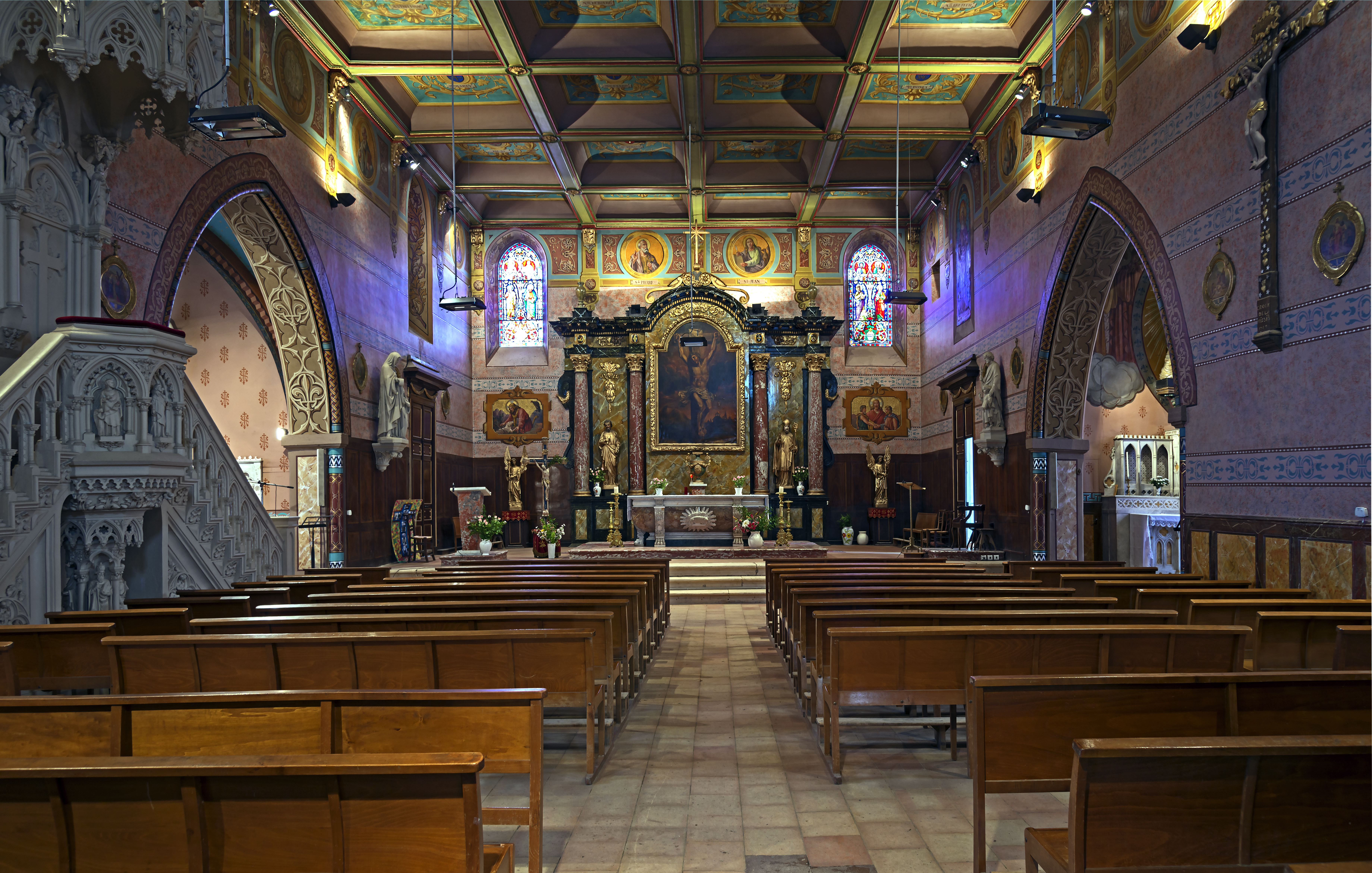
Dentro de la iglesia
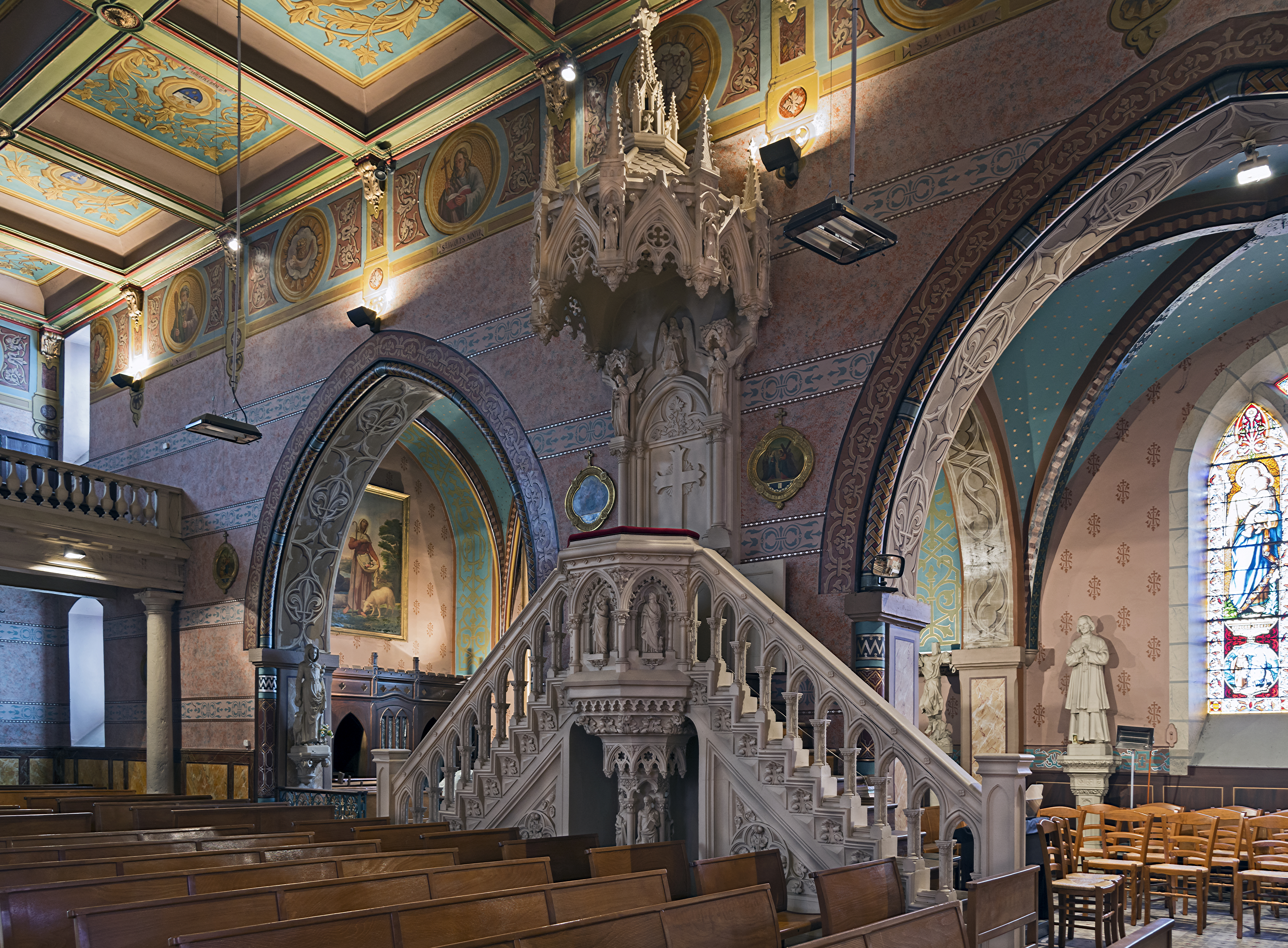
El púlpito
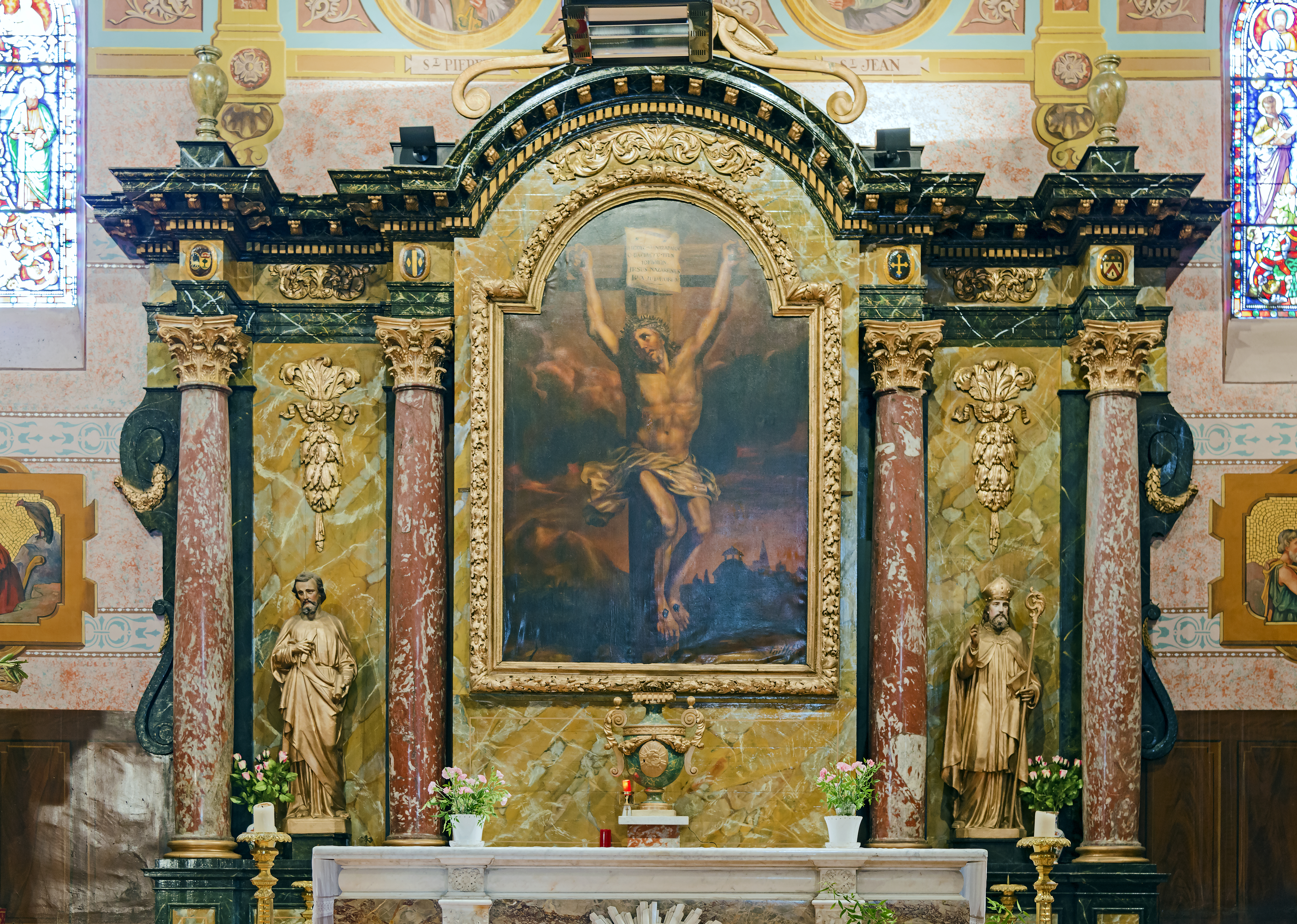
Retablo
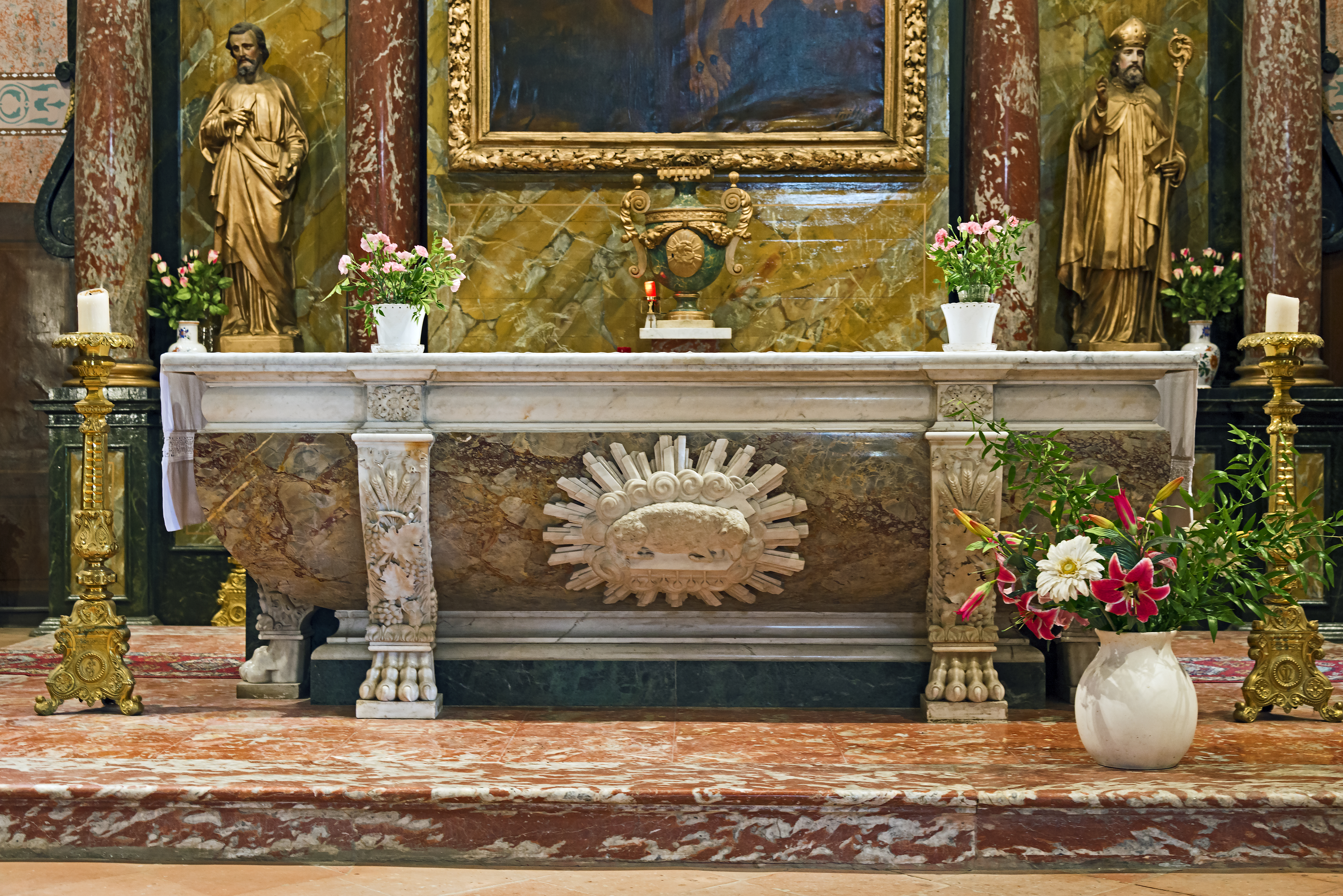
Altar
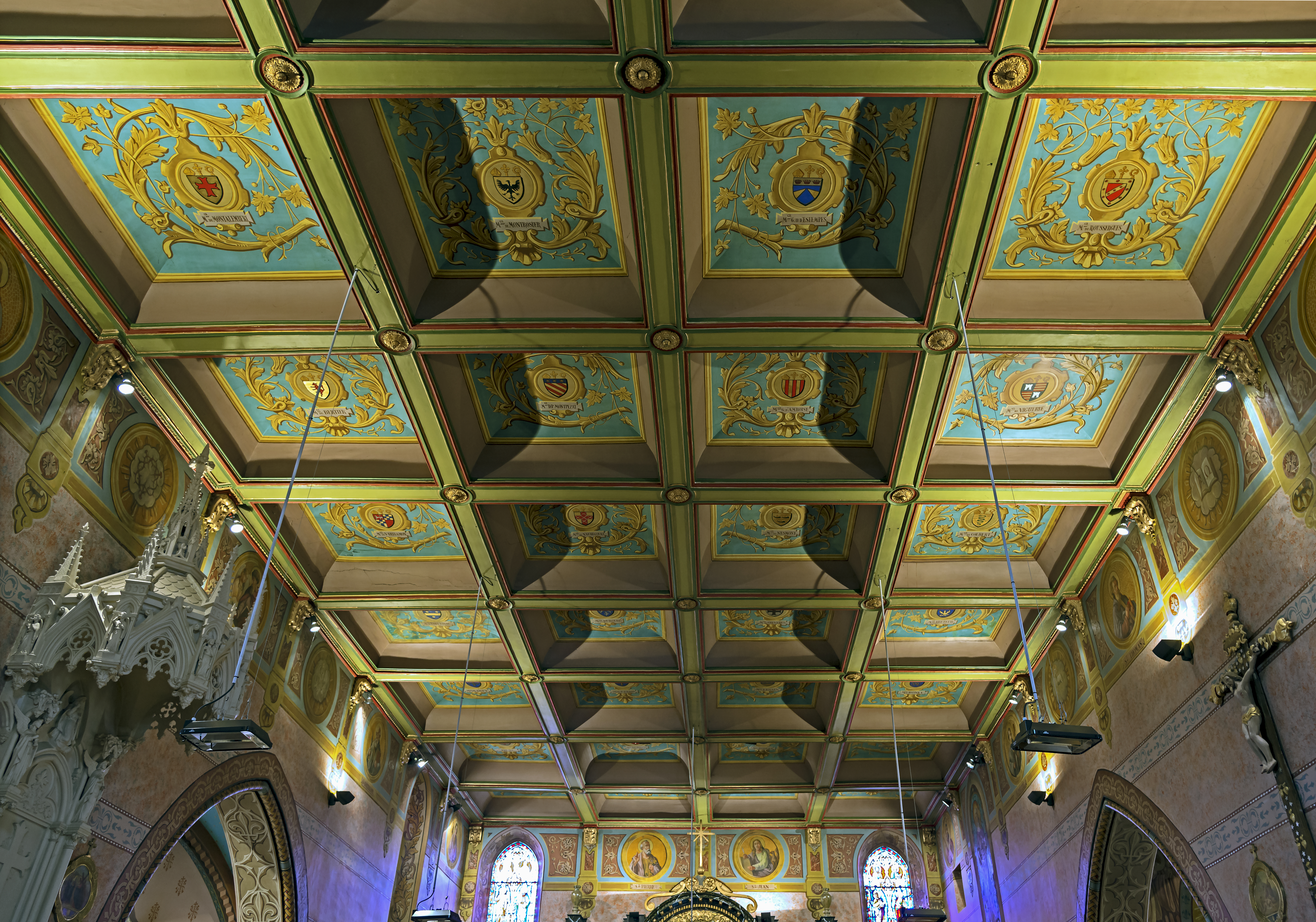
El techo
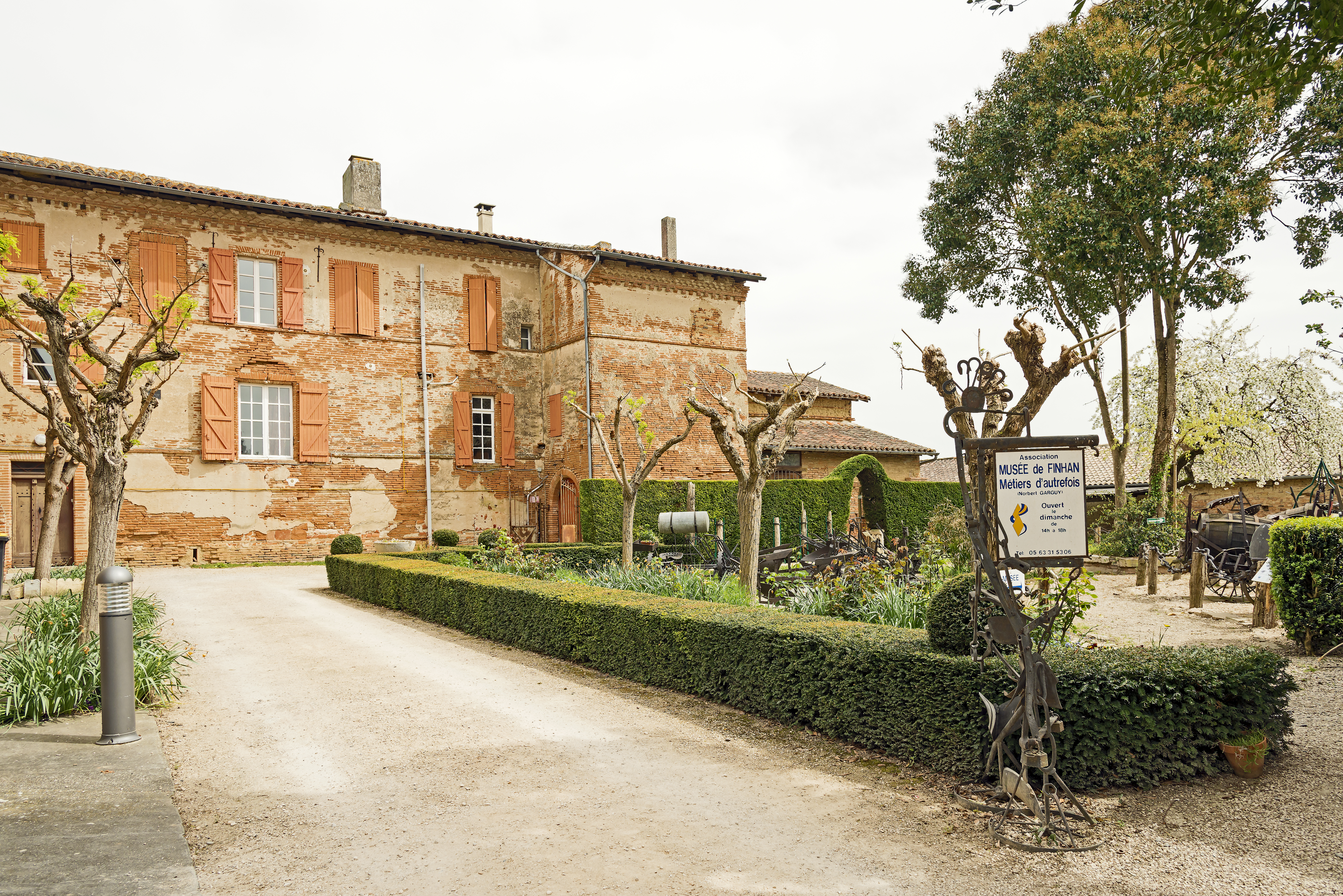
El Museo
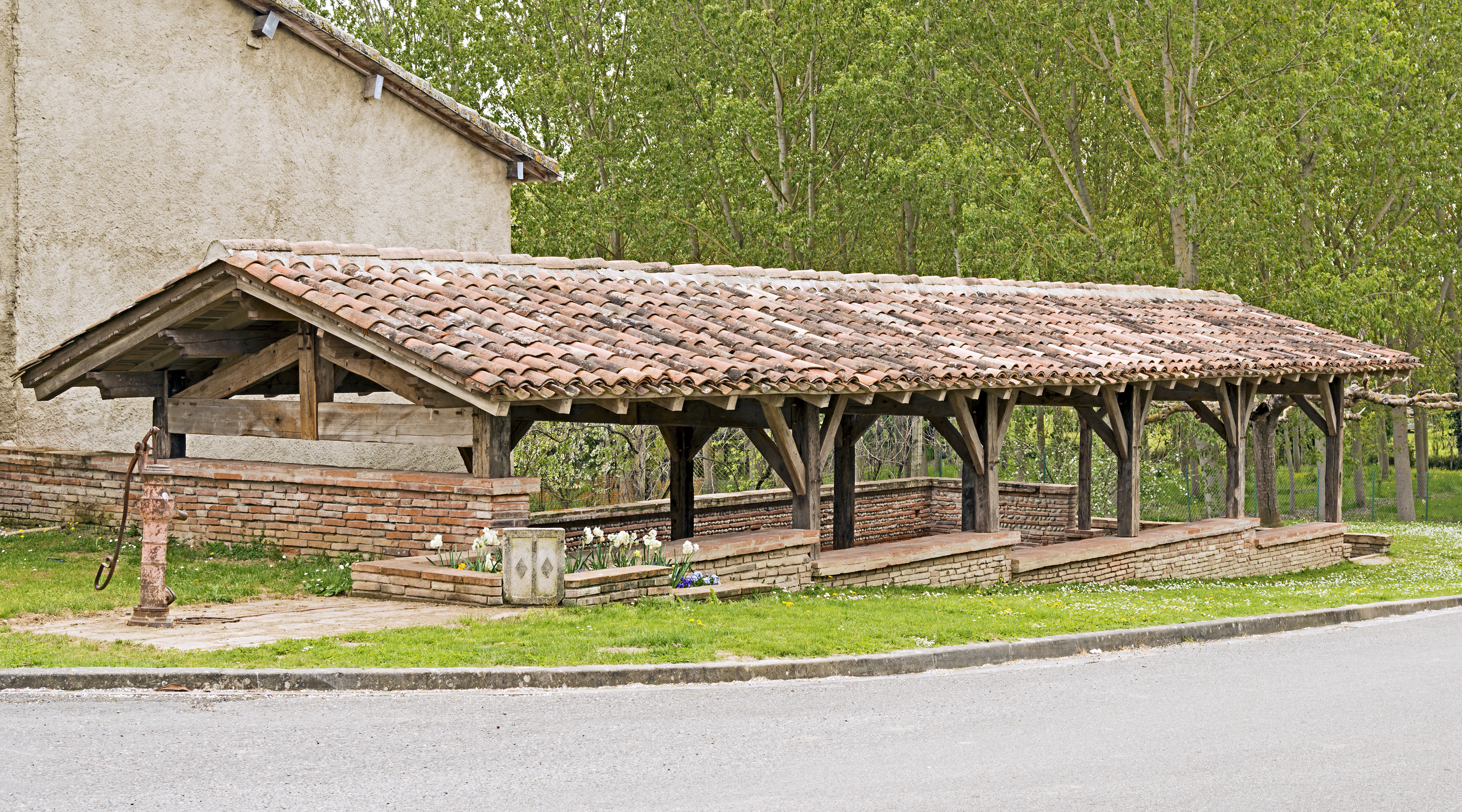
La lavandería